# Shakespeare in Love
Pour plus de détails, voir Fiche technique et Distribution.
Shakespeare in Love ou Shakespeare et Juliette au Québec est un film américano-britannique réalisé par John Madden et sorti en 1998.
Le film imagine la vie du grand écrivain et dramaturge anglais William Shakespeare au moment où il écrivait Roméo et Juliette.

## Synopsis
À Londres durant l'été 1593, le jeune poète et dramaturge William Shakespeare croule sous les dettes. Il a promis à son commanditaire Philip Henslowe, propriétaire du théâtre The Rose, de lui livrer rapidement une nouvelle pièce. En réalité, il n'en a encore que le titre, Roméo et Ethel, la fille du pirate. L'auteur ressent alors le besoin de trouver une muse, capable de lui donner un nouvel élan, tant professionnel que personnel.
Une jeune femme de la noblesse, Lady Viola de Lesseps, qui le vénère pour ses sonnets, rêve de le rencontrer et de devenir actrice, mais le théâtre est, à cette époque, formellement interdit aux femmes et de toute façon inaccessible pour une personne de son rang. Elle décide alors de se déguiser en homme et réussit à obtenir le rôle de Roméo. Il se fait passer sous le nom de son cousin. Lors d'un bal de la Renaissance Shakespeare, Lady Viola et Lord Wessex sont présents et les deux hommes dansent avec Lady Viola. Shakespeare découvre rapidement la supercherie et la véritable identité de son jeune premier : il en tombe follement amoureux. Malheureusement la jeune femme est promise à un autre homme, Lord Wessex.
De cet amour impossible vont naître deux des plus grandes œuvres du jeune dramaturge, Roméo et Juliette d'abord, La Nuit des rois ensuite. Lady Viola devient la maîtresse de Shakespeare, mais finit par se marier à Lord Wessex.

## Fiche technique
- Titre original et français : Shakespeare in Love
- Titre québécois : Shakespeare et Juliette
- Réalisation : John Madden
- Scénario : Marc Norman et Tom Stoppard
- Décors : Martin Childs
- Costumes : Sandy Powell
- Photographie : Richard Greatrex
- Montage : David Gamble
- Musique : Stephen Warbeck
- Production : Donna Gigliotti, Marc Norman, David Parfitt, Edward Zwick, Julie Goldstein, Harvey et Bob Weinstein
- Société de production : Bedford Falls Productions
- Sociétés de distribution : Miramax (États-Unis), Universal Pictures (international)
- Budget : 25 millions de dollars (18,35 millions d'euros)
- Pays d'origine :  États-Unis,  Royaume-Uni
- Langue originale : anglais
- Format : Couleurs - 2,35:1 - Dolby Digital - 35 mm
- Genre : biographie, comédie dramatique, romance
- Durée : 123 minutes
- Dates de sortie :
  - États-Unis : 3 décembre 1998 (avant-première à New York), 8 janvier 1999 (sortie nationale)
  - Canada : 25 décembre 1998
  - Royaume-Uni : 29 janvier 1999
  - Belgique, France : 10 mars 1999

## Distribution
- Joseph Fiennes (VF : Éric Herson-Macarel, VQ : Antoine Durand) : William Shakespeare
- Gwyneth Paltrow (VF : Barbara Kelsch, VQ : Natalie Hamel-Roy) : Viola de Lesseps
- Judi Dench (VF : Christine Fersen, VQ : Françoise Faucher) : Élisabeth Ire
- Geoffrey Rush (VF : Daniel Kenigsberg, VQ : Denis Mercier) : Philip Henslowe
- Ben Affleck (VF : Jean-Pierre Michaël, VQ : Pierre Auger) : Ned Alleyn
- Mark Williams (VQ : Benoit Rousseau) : Wabash
- Rupert Everett (VF : Samuel Labarthe, VQ : Daniel Picard) : Christopher Marlowe
- Colin Firth (VQ : Jean-Luc Montminy) : Lord Wessex
- Tom Wilkinson (VF : Patrick Préjean ; VQ : Vincent Davy) : Hugh Fennyman
- Simon Callow (VF : Hervé Furic ; VQ : Sébastien Dhavernas) : Edmund Tilney
- Martin Clunes (VF : Michel Voletti ; VQ : Guy Nadon) : Richard Burbage
- Barnaby Kay (VF : Gérard Darier ; VQ : Gilbert Lachance) : Maître Nol
- Steven Beard (VF : Sylvain Clément ; VQ : Yves Massicotte) : Le Prêtre
- Jim Carter (VF : Jean-Yves Chatelais ; VQ : Pierre Chagnon) : Ralph Bashford
- Simon Day (VF : Enrique Carballido : VQ : Luis De Cespedes) : First Boatman
- Imelda Staunton (VF : Anne Plumet ; VQ : Christine Séguin) : Gouvernante
- Steve O'Donnell : Lambert
- Tim McMullan : Frees
- Steven Beard : Makepeace
- Antony Sher : Dr Moth
- Patrick Barlow : Will Kempe
- Sandra Reinton : Rosaline
- Nicholas Boulton : Henry Condell
- Joe Roberts : John Webster (enfant)

Source et légende : Version française (VF) sur AlloDoublage

## Production
Le scénariste Marc Norman écrit la première version du script du film à la fin des années 1980 et la présente au réalisateur Edward Zwick. Le scénario plaît à Julia Roberts, qui donne son accord pour interpréter Viola, mais pas à Zwick, qui engage alors Tom Stoppard pour le remanier, Stoppard ayant déjà écrit un scénario « shakespearien » avec Rosencrantz et Guildenstern sont morts. Universal Pictures met le film en production en 1991 et commence à faire construire les décors, mais Roberts souhaite que Daniel Day-Lewis interprète le rôle de Shakespeare. Quand Day-Lewis décline la proposition, l'actrice se désengage du projet alors que le tournage devait commencer six semaines plus tard. La production est interrompue et Universal met en vente les droits du projet, mais aucun autre studio ne se montre intéressé.
Miramax Films achète finalement les droits, mais engage John Madden pour réaliser le film à la place de Zwick. Joseph Fiennes et Gwyneth Paltrow sont choisis pour jouer les deux rôles principaux, alors que le producteur Harvey Weinstein persuade Ben Affleck de jouer le petit rôle de Ned Alleyn. Le tournage se déroule aux studios de Shepperton ainsi qu'à Londres et dans ses environs du 2 mars au 10 juin 1998. Plusieurs scènes sont retravaillées après les projections tests : la promenade en barque de Shakespeare et Viola est tournée à nouveau pour qu'elle soit plus émouvante et certaines lignes des dialogues sont réenregistrées afin que soient clarifiées les raisons pour lesquelles Viola doit se marier avec Lord Wessex. Plusieurs versions de la fin sont tournées avant que Stoppard émette l'idée que Viola suggère à Shakespeare que leur séparation pourra inspirer une autre de ses pièces.

## Accueil
Shakespeare in Love fut un très grand succès commercial, rapportant au box-office 289 317 794 $ dans le monde entier (dont 100 317 794 $ aux États-Unis), et se classant à la 9e place du box-office 1998. En Europe, le film a réalisé 19 247 179 entrées et a dépassé le million d'entrées au Royaume-Uni (4 461 700), en Allemagne (3 288 455), en Espagne (2 872 628), en Italie (2 318 625) et en France (1 616 777).
Le film a également été très bien accueilli par les critiques de cinéma. Il recueille 93 % de critiques positives, avec une note moyenne de 8,1/10 et sur la base de 101 critiques collectées, sur le site internet Rotten Tomatoes, et obtient un score de 87/100, sur la base de 33 critiques, sur le site Metacritic. En  France, les critiques ont été plutôt favorables mais plus mitigées. Du côté positif, Le Monde évoque « une habile variation sur les rapports entre le théâtre et la vie et sur l'ambiguïté sexuelle », Le Parisien un charme opérant immédiatement et une fiction dans la fiction pleine de dynamisme, et Télérama un pari réussi entre « l'historique et le fantaisiste ». Du côté négatif, Les Cahiers du cinéma parle d'une « bluette aussi inepte qu'inoffensive » et L'Événement du jeudi d'un Shakespeare ressemblant à un éphèbe parfumé et d'une Juliette conventionnelle.

### Anecdote
Le film contient un sophisme volontaire, lors d'une des importantes répliques de la scène finale. Un policier reproche à Shakespeare d'avoir fait jouer une femme, ce qui est « indécent ». La reine Élisabeth Ire, jusque-là cachée dans le public, s'avance alors et déclare « la reine d'Angleterre ne peut pas assister à un spectacle indécent : cela doit donc être une erreur ». Le policier est alors obligé de « reconnaître » son erreur, faisant semblant de croire que l'actrice est un homme habilement déguisé en femme.

## Distinctions
Sauf mention contraire, cette liste provient d'informations de l'Internet Movie Database.

### Récompenses
- Oscars du cinéma 1999 :
  - Oscar du meilleur film
  - Oscar de la meilleure actrice pour Gwyneth Paltrow
  - Oscar de la meilleure actrice dans un second rôle pour Judi Dench
  - Oscar du meilleur scénario original pour Marc Norman et Tom Stoppard
  - Oscar de la meilleure direction artistique (direction artistique de Matin Childs, décors de Jill Quertier)
  - Oscar de la meilleure musique de film pour Stephen Warbeck
  - Oscar de la meilleure création de costumes pour Sandy Powell

- British Academy of Film and Television Arts (BAFTA) 1999 :
  - Meilleur film
  - Meilleur montage
  - Meilleur second rôle féminin pour Judi Dench

- Golden Globes 1999 :
  - Meilleure comédie ou film musical
  - Meilleur scénario
  - Meilleure actrice dans une comédie ou film musical pour Gwyneth Paltrow

- Ours d'argent au Berlinale 1999 pour Marc Norman et Tom Stoppard.

- Screen Actors Guild Awards 1999 :
  - Meilleure actrice pour Gwyneth Paltrow
  - Meilleure distribution pour l'ensemble des acteurs

- Satellite Award du meilleur film comique ou musical en 1999.
- Critics Choice Awards du meilleur scénario original et de la révélation masculine (Joseph Fiennes) en 1999.
- Writers Guild of America Awards 1998 : meilleur scénario original pour Marc Norman et Tom Stoppard
- New York Film Critics Circle Awards 1998 : Meilleur scénario pour Marc Norman et Tom Stoppard
- Empire Award de la meilleure actrice (Gwyneth Paltrow) en 2000.
- Lion tchèque du meilleur film étranger en 2000.
- Kinema Junpo Award du meilleur film étranger en 2000.
- Prix du film Mainichi du meilleur film étranger en 2000.

### Nominations
- Oscars du cinéma 1999 :
  - Meilleur réalisateur pour John Madden
  - Meilleur acteur dans un second rôle pour Geoffrey Rush
  - Oscar de la meilleure photographie (Richard Greatrex)
  - Meilleur montage (Davif Gamble)
  - Meilleur maquillage (Lisa Westcott, Veronica Brebner)
  - Meilleur son
- Golden Globes du meilleur réalisateur, du meilleur second rôle féminin (Judi Dench) et du meilleur second rôle masculin (Geoffrey Rush) en 1999.
- 12 nominations aux BAFTA Awards en 1999.
- 7 nominations aux Satellite Awards en 1999.
- MTV Movie Awards du meilleur film, de la meilleure actrice (Gwyneth Paltrow) et de la révélation masculine (Joseph Fiennes) en 1999.
- Grammy Award de la meilleure bande originale de film en 2000.